# ستايسي مارغولين
ستايسي مارغولين (بالإنجليزية: Stacy Margolin)‏ هي لاعبة كرة مضرب أمريكية، ولدت في 5 أبريل 1959.

## وصلات خارجية
- ستايسي مارغولين على موقع رابطة محترفات التنس (الإنجليزية)
- ستايسي مارغولين على موقع الاتحاد الدولي لكرة المضرب (الإنجليزية)
- ستايسي مارغولين على موقع خلاصة التنس.كوم (الإنجليزية)